# إيبيزا (جزيرة)
إيبيزا (بالإسبانية: Ibiza) (بالعربية يَابِسَة )، هي جزيرة إسبانية في البحر الأبيض المتوسط قبالة الساحل الشرقي لشبه الجزيرة الأيبيرية. تبعد 150 كيلومترا (93 ميلا) عن مدينة بلنسيا. وهي ثالث أكبر جزر البليار في إسبانيا. أكبر مدينة فيها هي مدينة إيبيزا، وسانتا إيولاريا دي ريو وسان أنتوني دي بورتماني. أعلى نقطة في الجزيرة تسمى Sa Talaiassa وترتفع 475 مترًا (1،558 قدمًا) فوق مستوى سطح البحر.
تشتهر إيبيزا في فصل الصيف بالحياة الليلية ونوادي الموسيقى الإلكترونية الراقصة والتي تجذب أعدادًا كبيرة من السياح. عملت حكومة الجزيرة ومكتب السياحة الإسباني على تشجيع المزيد من السياحة الموجهة للأسرة.
إيبيزا هي أحد مواقع التراث العالمي لليونسكو. يطلق على إيبيزا وجزيرة فورمينتيرا المجاورة إلى الجنوب اسم (جزر الصنوبر) أو (بيتيوس).

## تاريخ الجزيرة
تعاقب على هذه الجزيرة الكثير من الحضارات فكان الفينيقيون أول من استعمرها عام 654 قبل الميلاد واسموها بجزيرة النخيل بعد ذلك احتلها القرطاجيون فالرومان ومن ثم البيزنطيين وفي عهدهم سيطر عليها المسلمون وبقيت تحت حكمهم، وكان آخر من حكمها بنو غانية. إلى ان عادت إلى المسيحيين في عام 1235 ومنذ ذلك الوقت وهذه الجزيرة تحت الحكم الذاتي.

## مناخ الجزيرة
المناخ في الجزيرة هو مناخ أوسطي حيث يكون الشتاء رطباً والصيف معتدل الحرارة واقل حرارة من الجزر المحيطة بها. معدل درجة الحرارة في الشتاء 15° درجة مؤية وتكون السماء ممطرة بعض الشيء. أما موسم الصيف الدافئ فيبدأ من شهر يونيو وينتهي في سبتمبر وتصل درجة الحرارة فيه إلى 30° درجة مؤية.

## معرض الصور

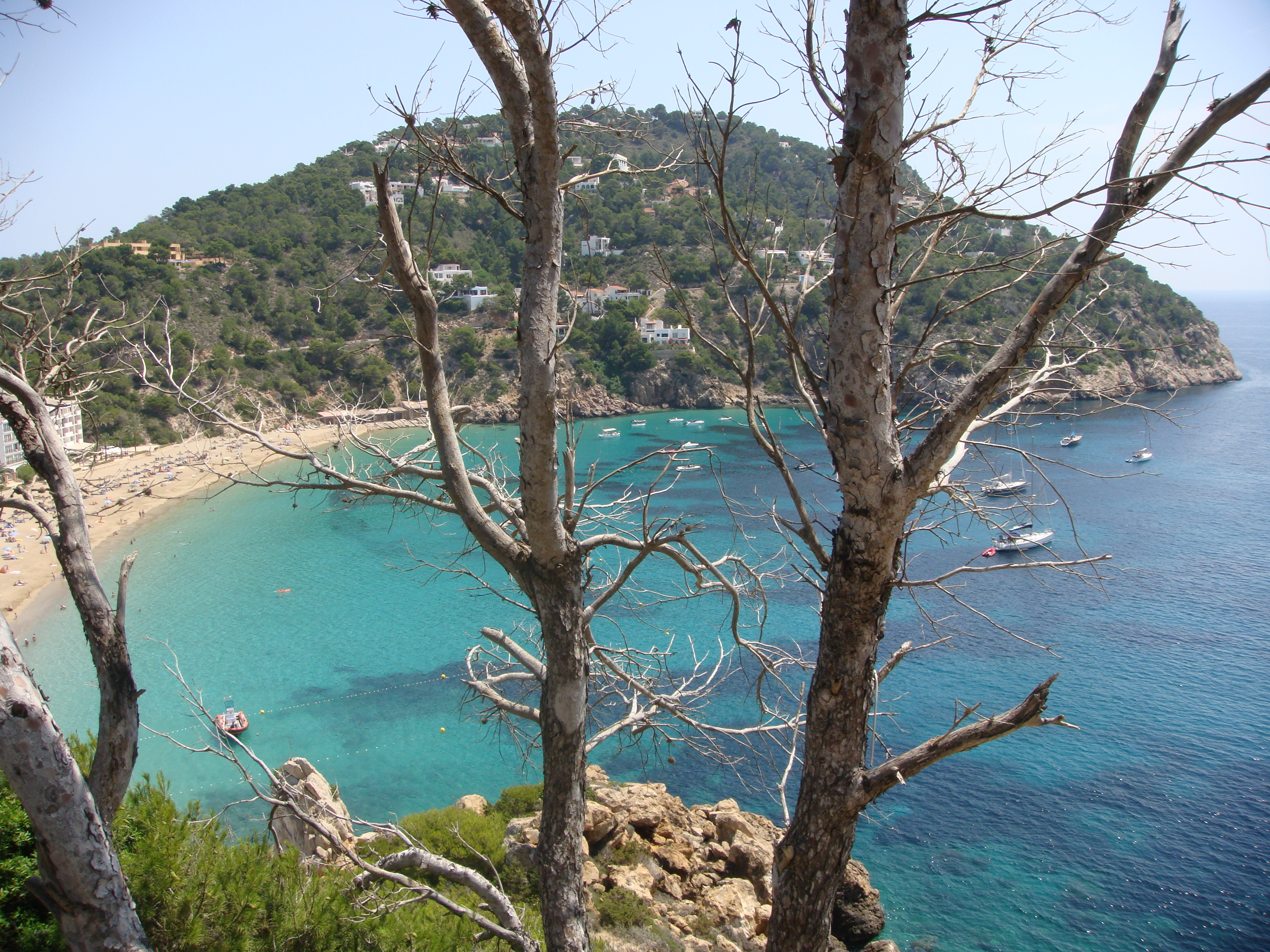
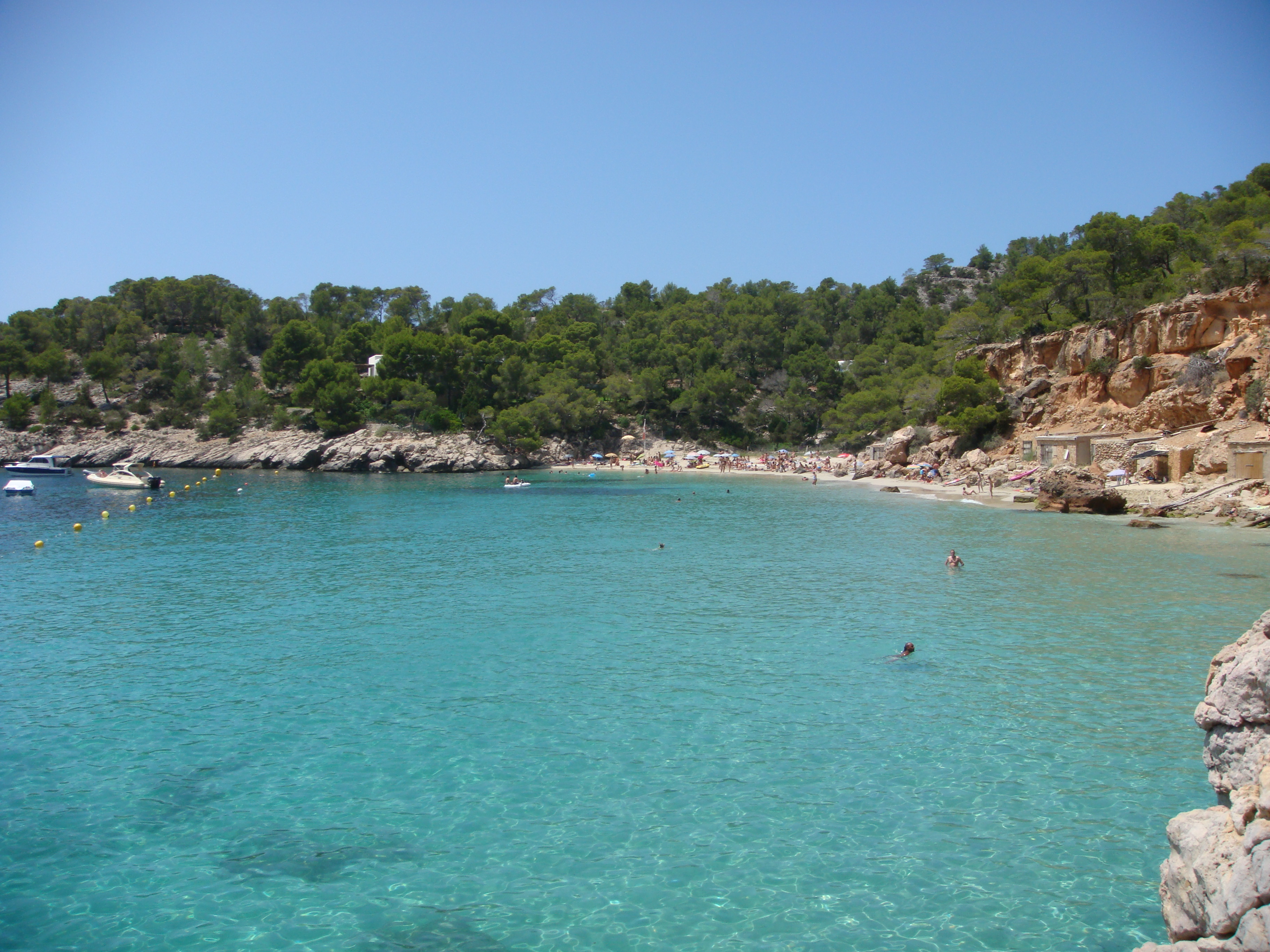
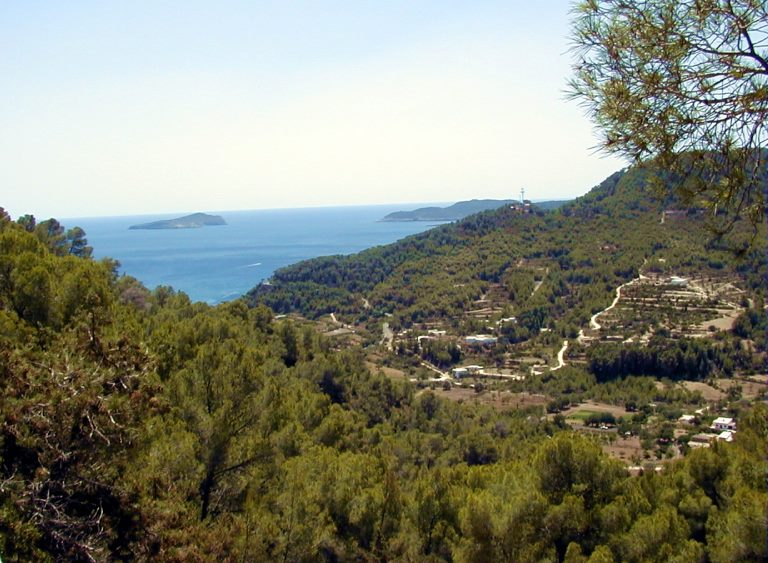
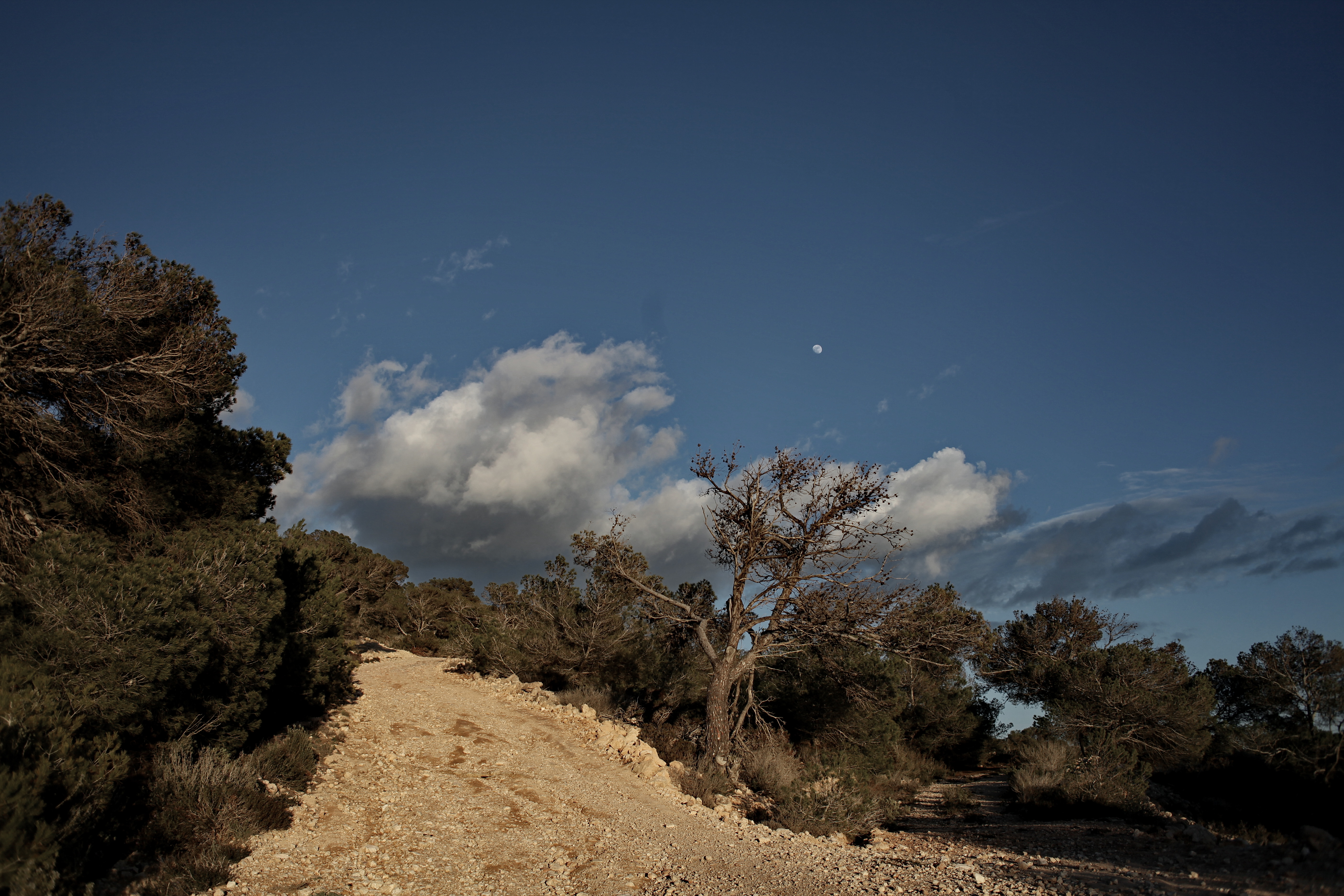
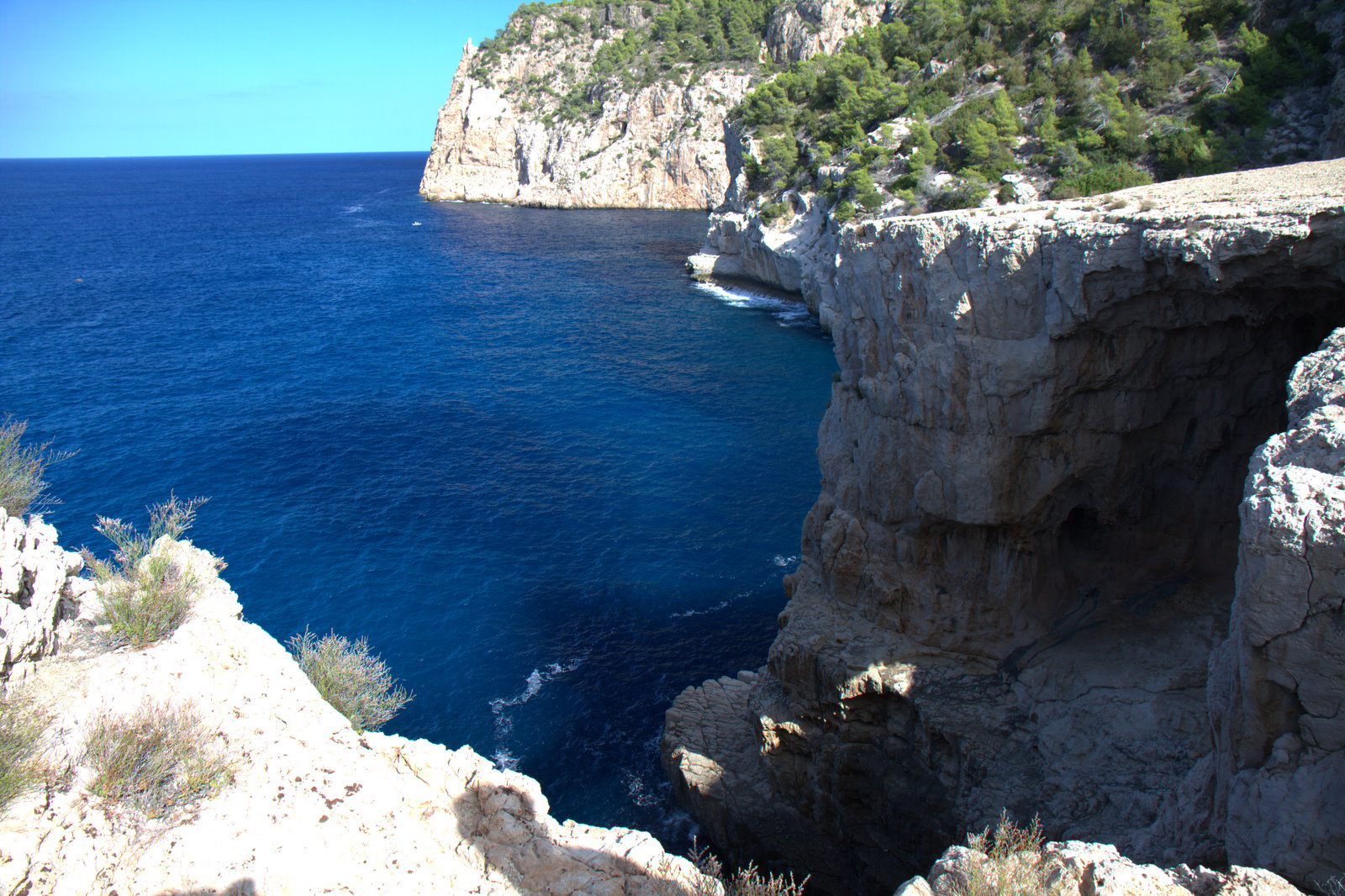
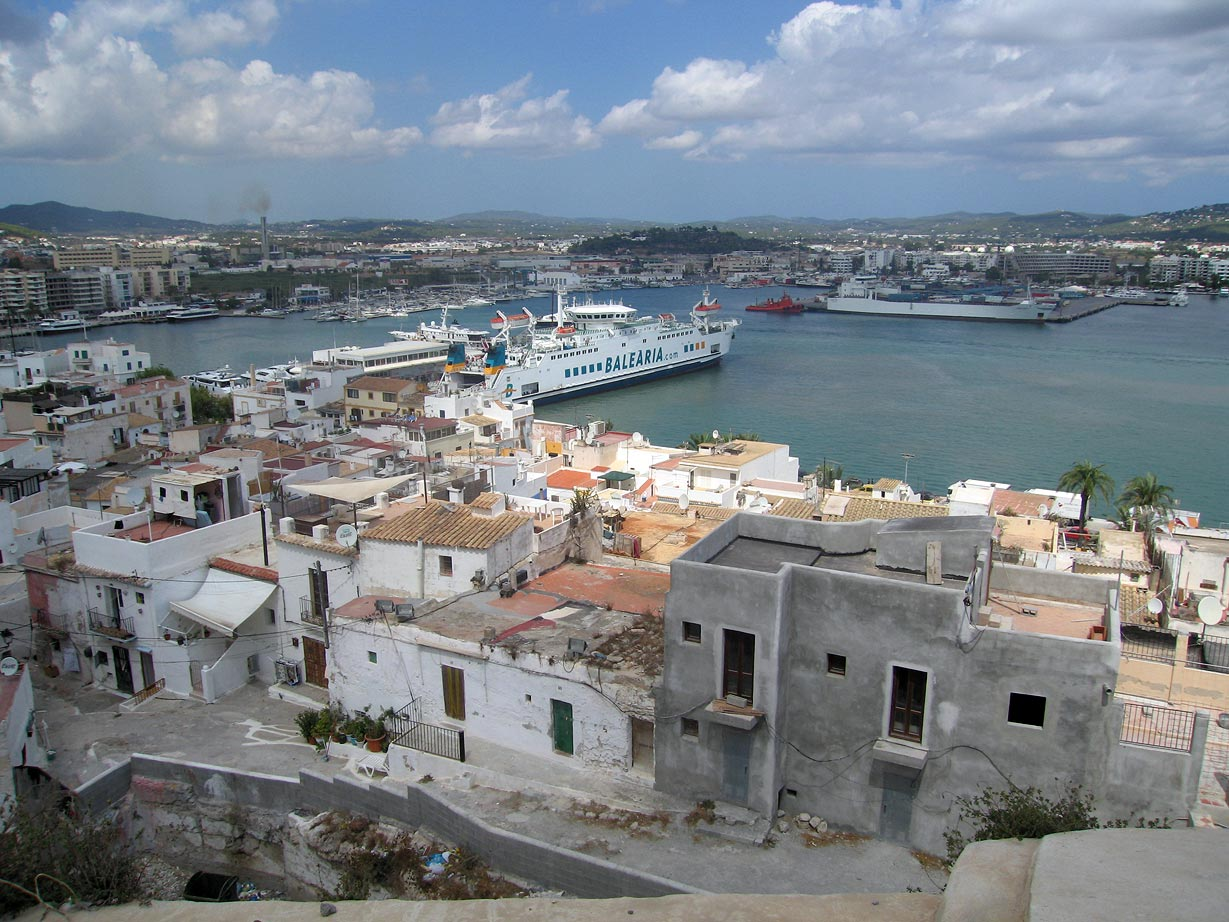
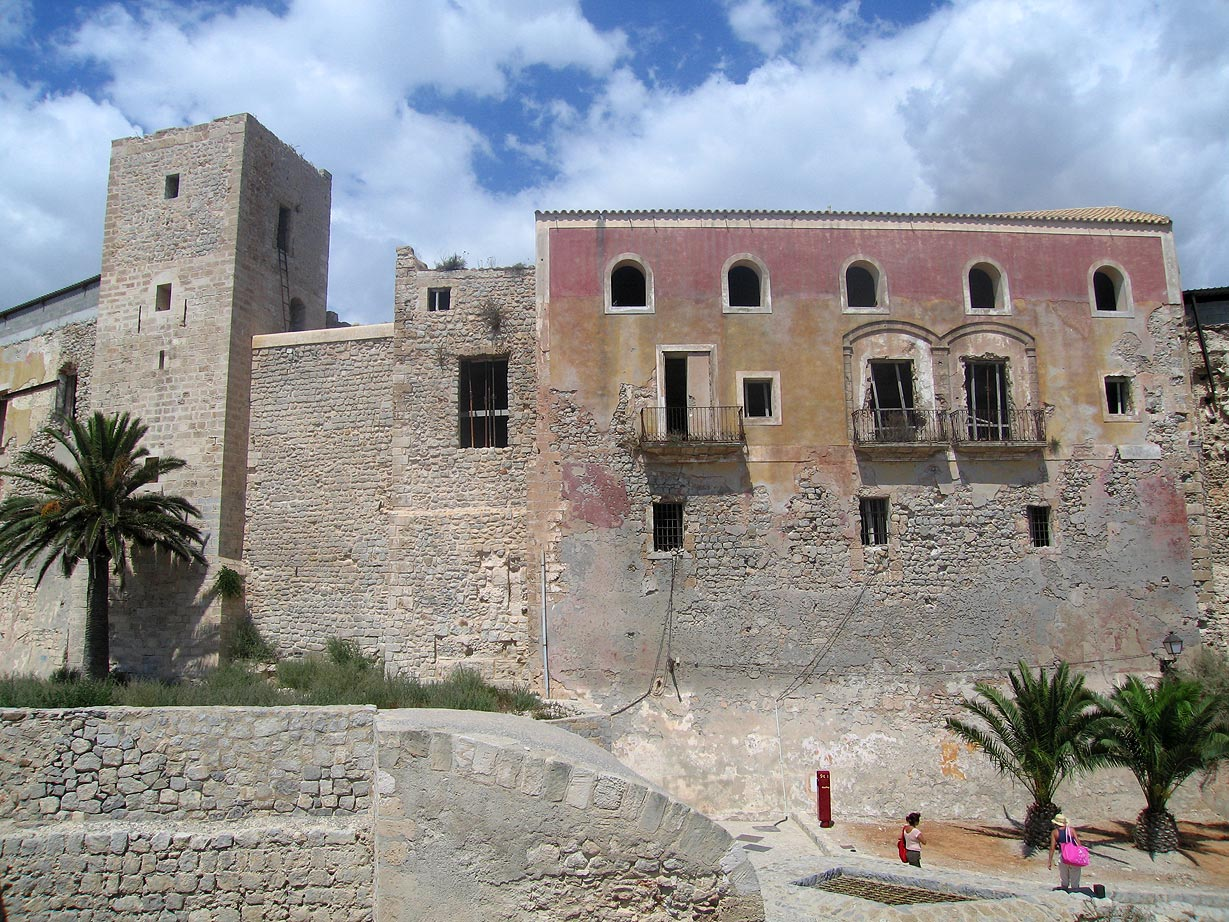
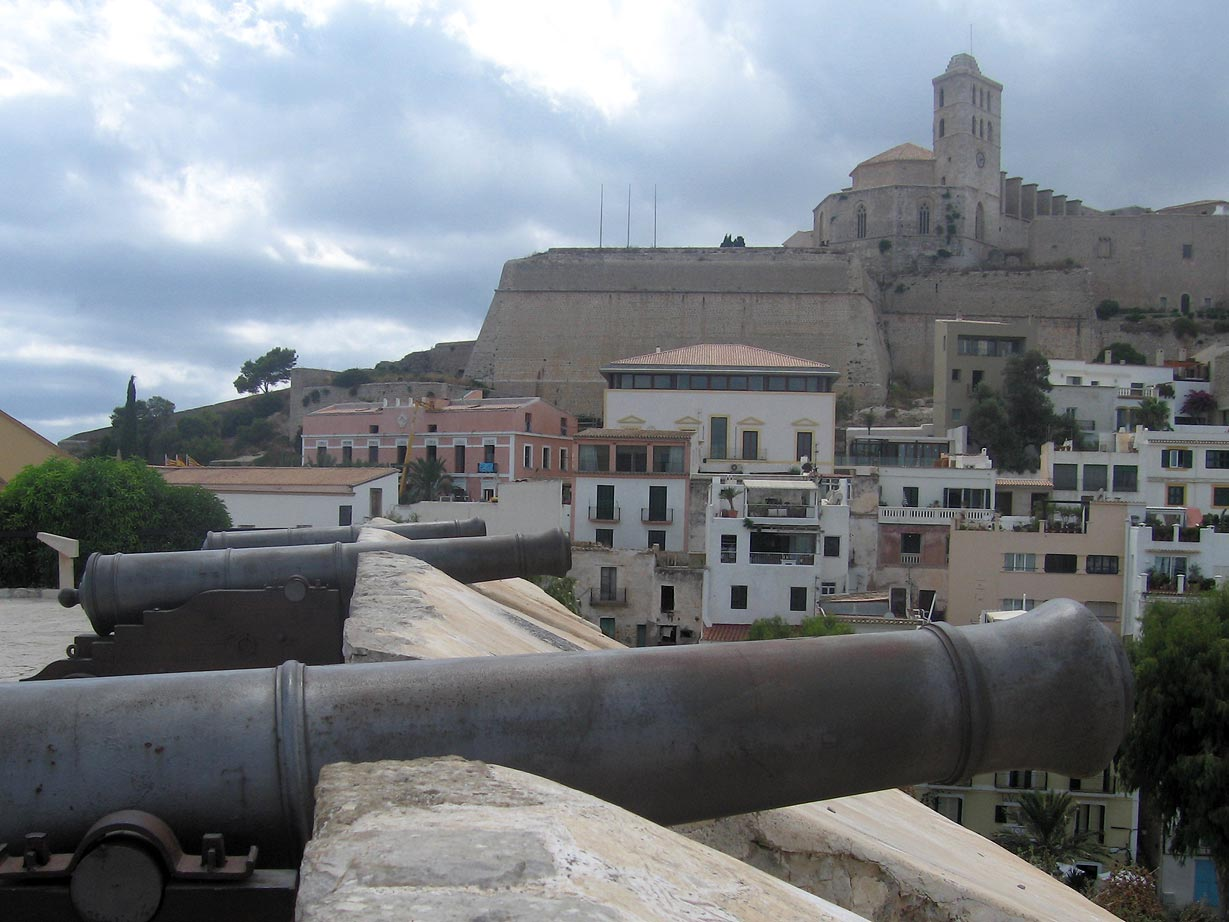
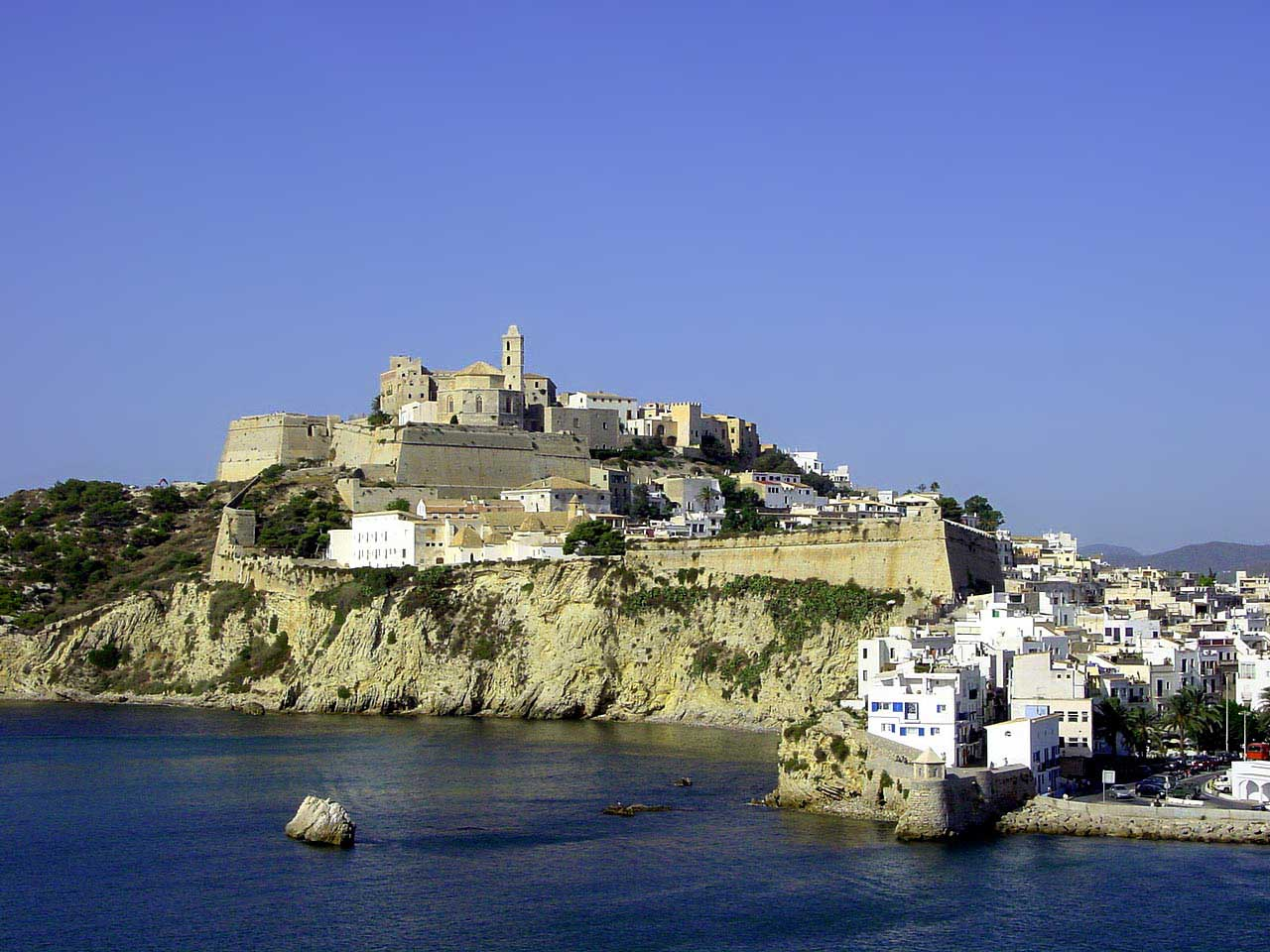
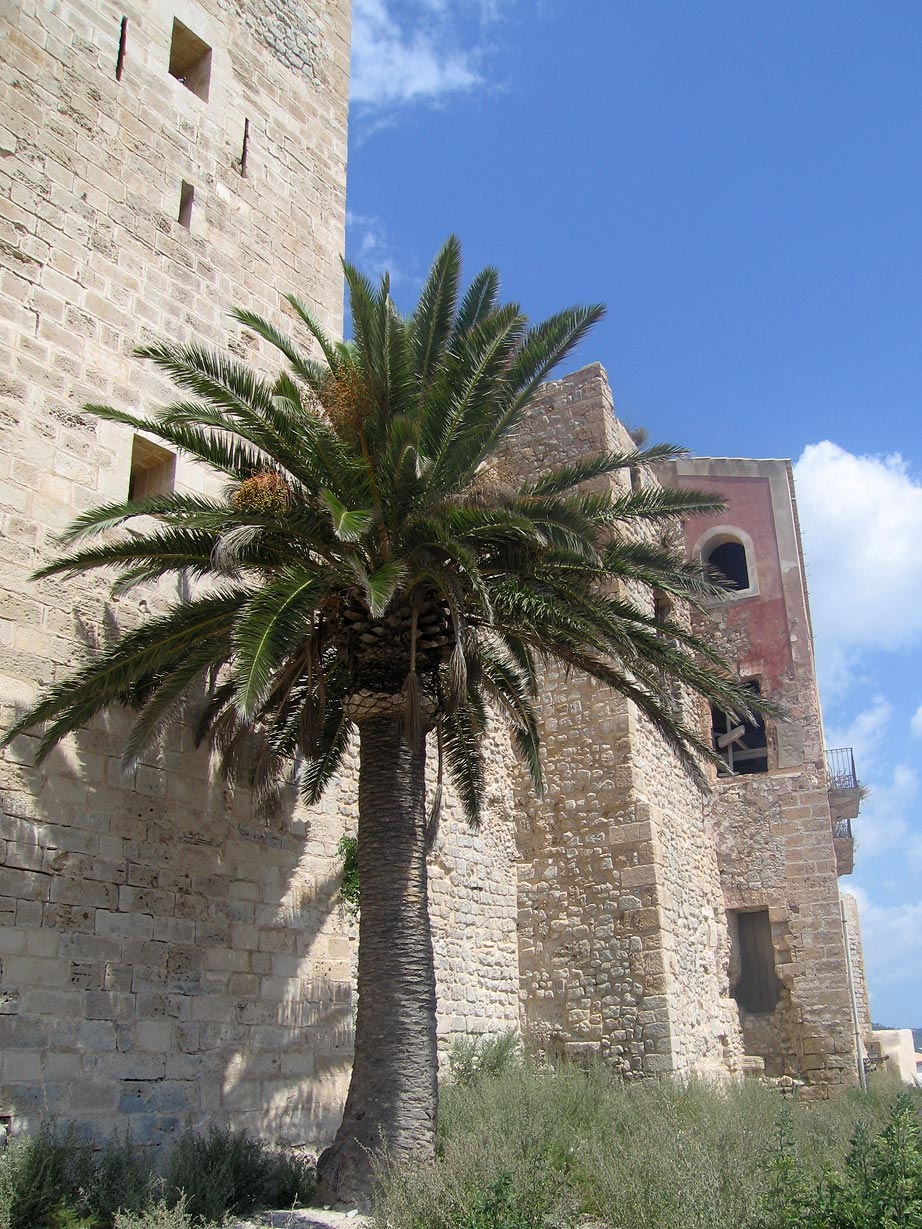
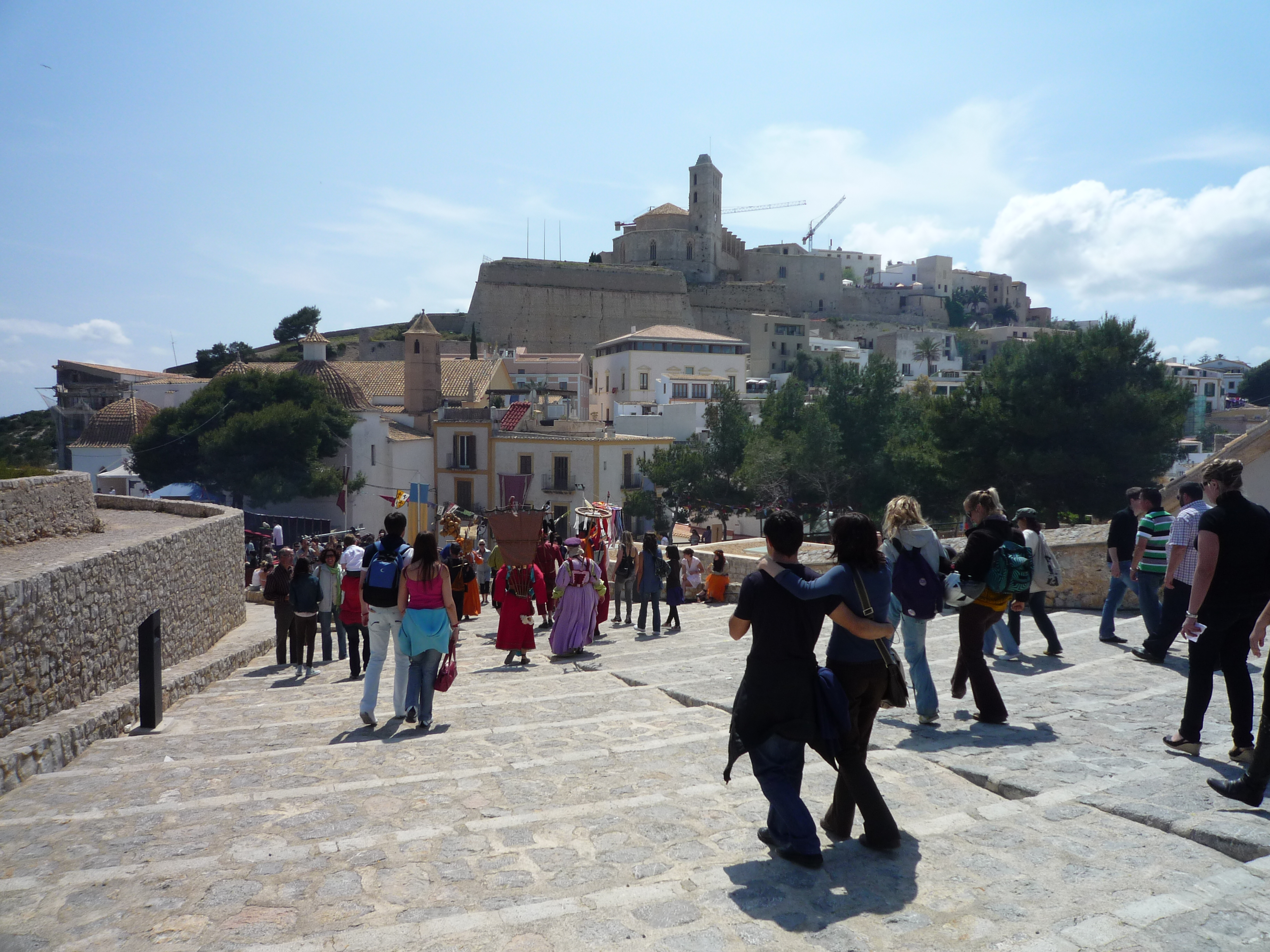
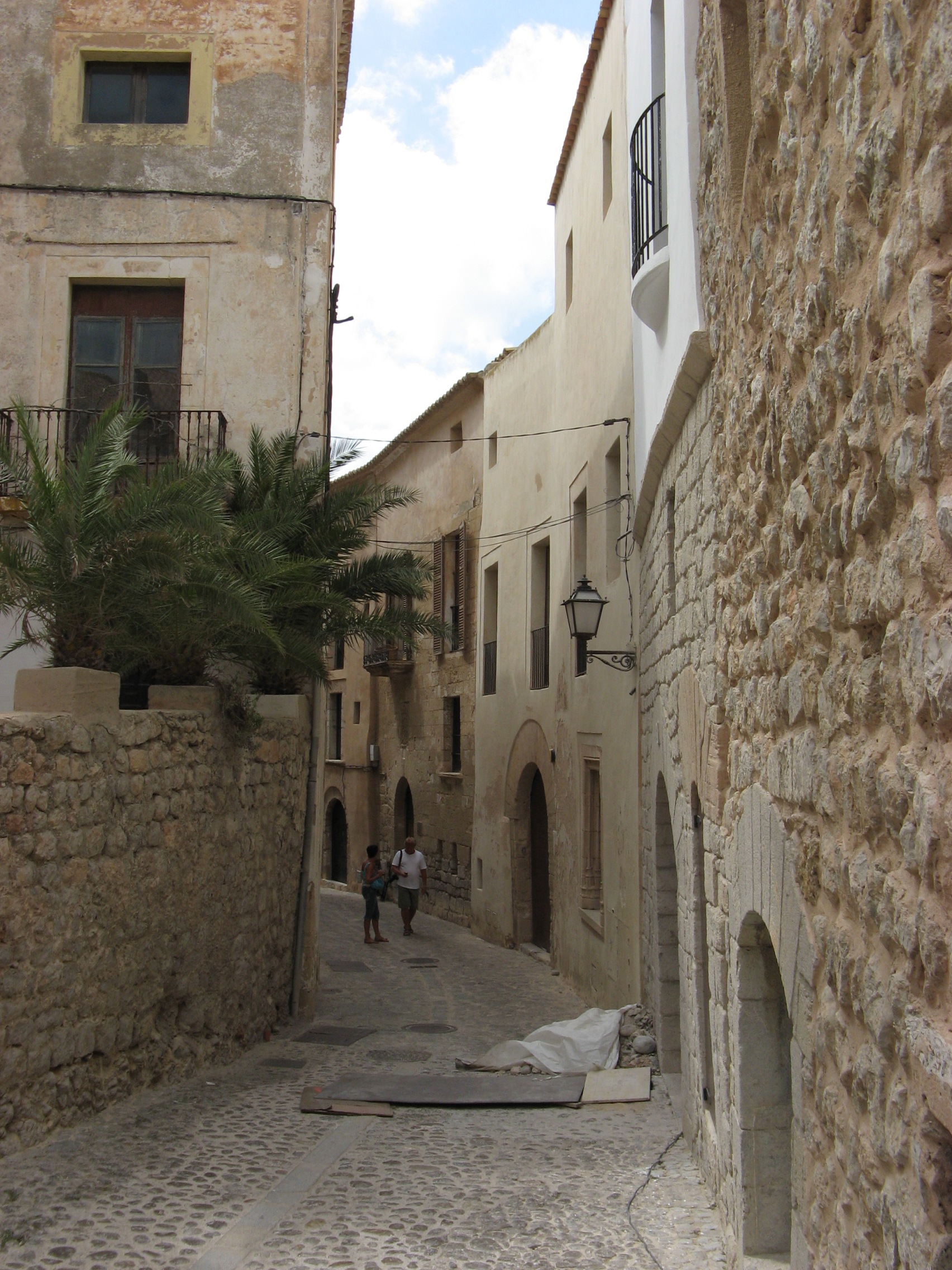
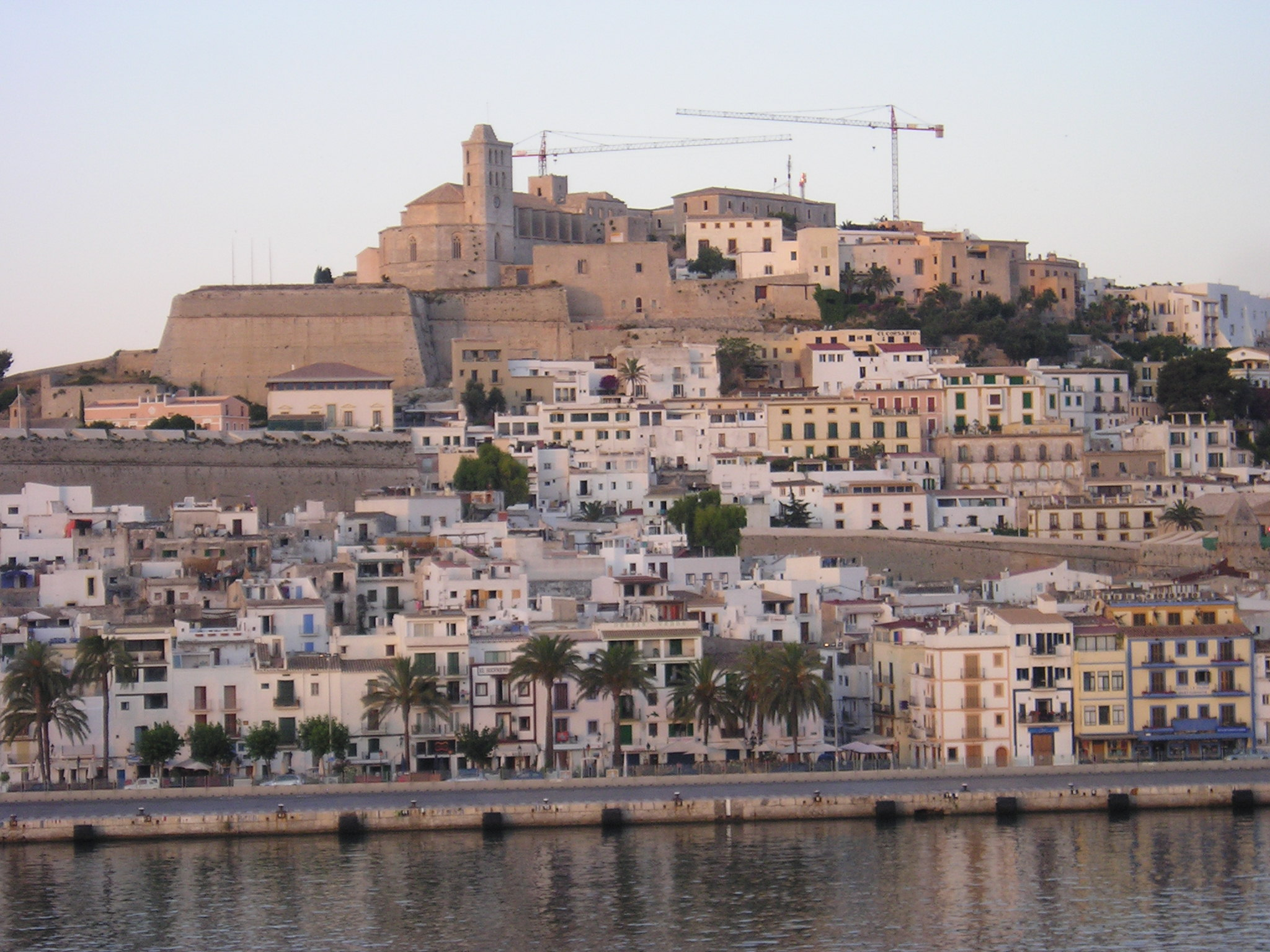
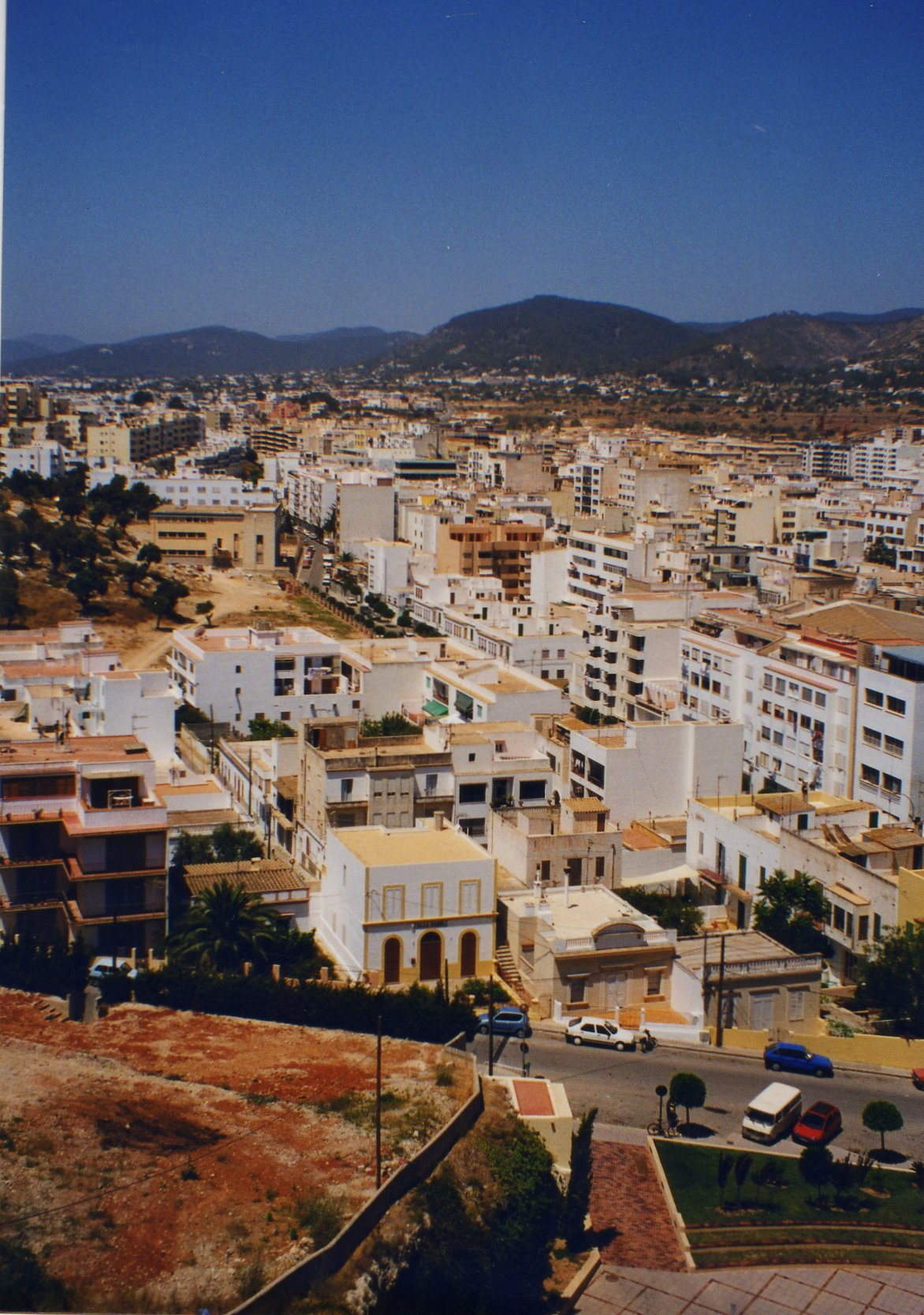
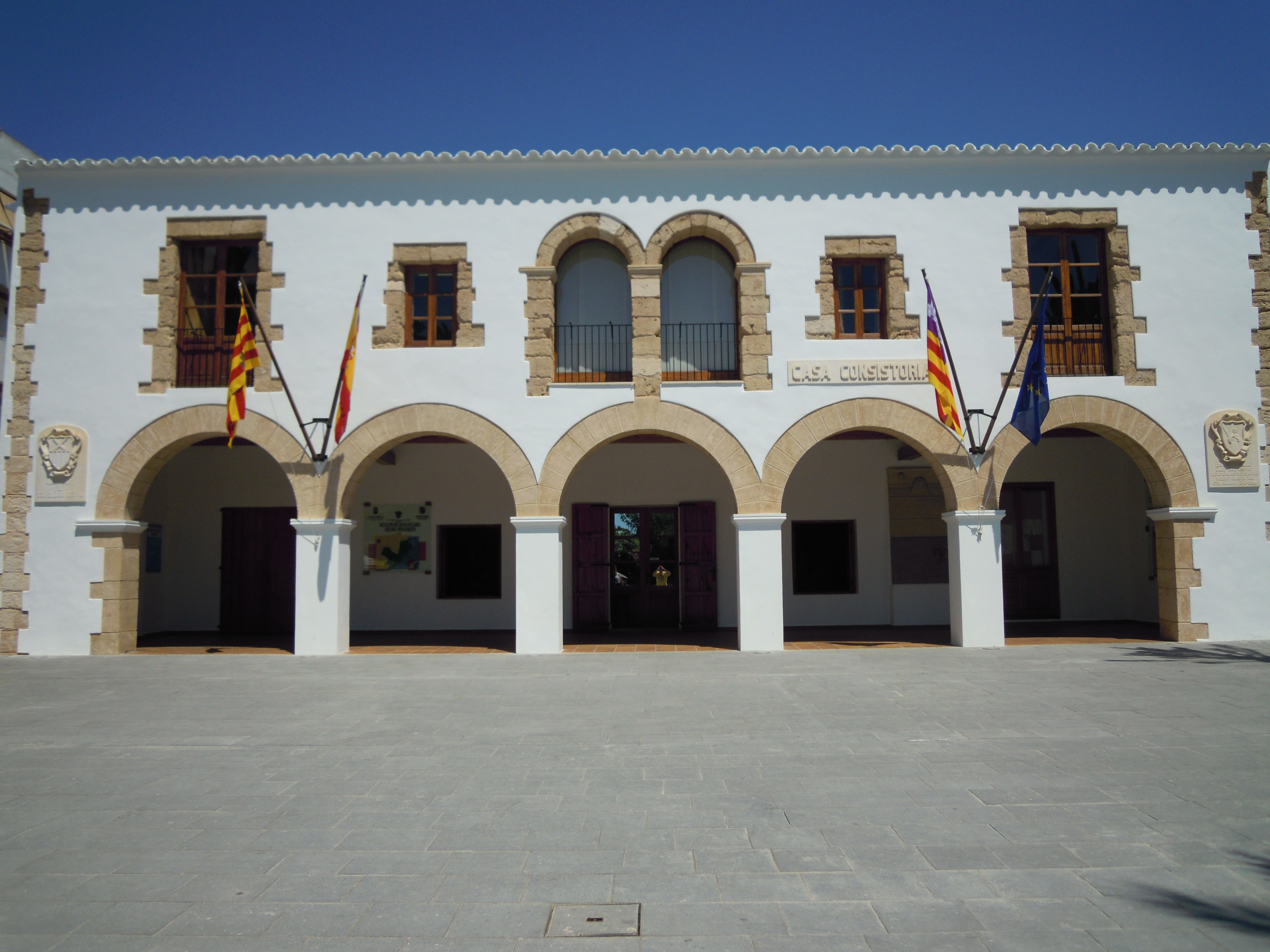
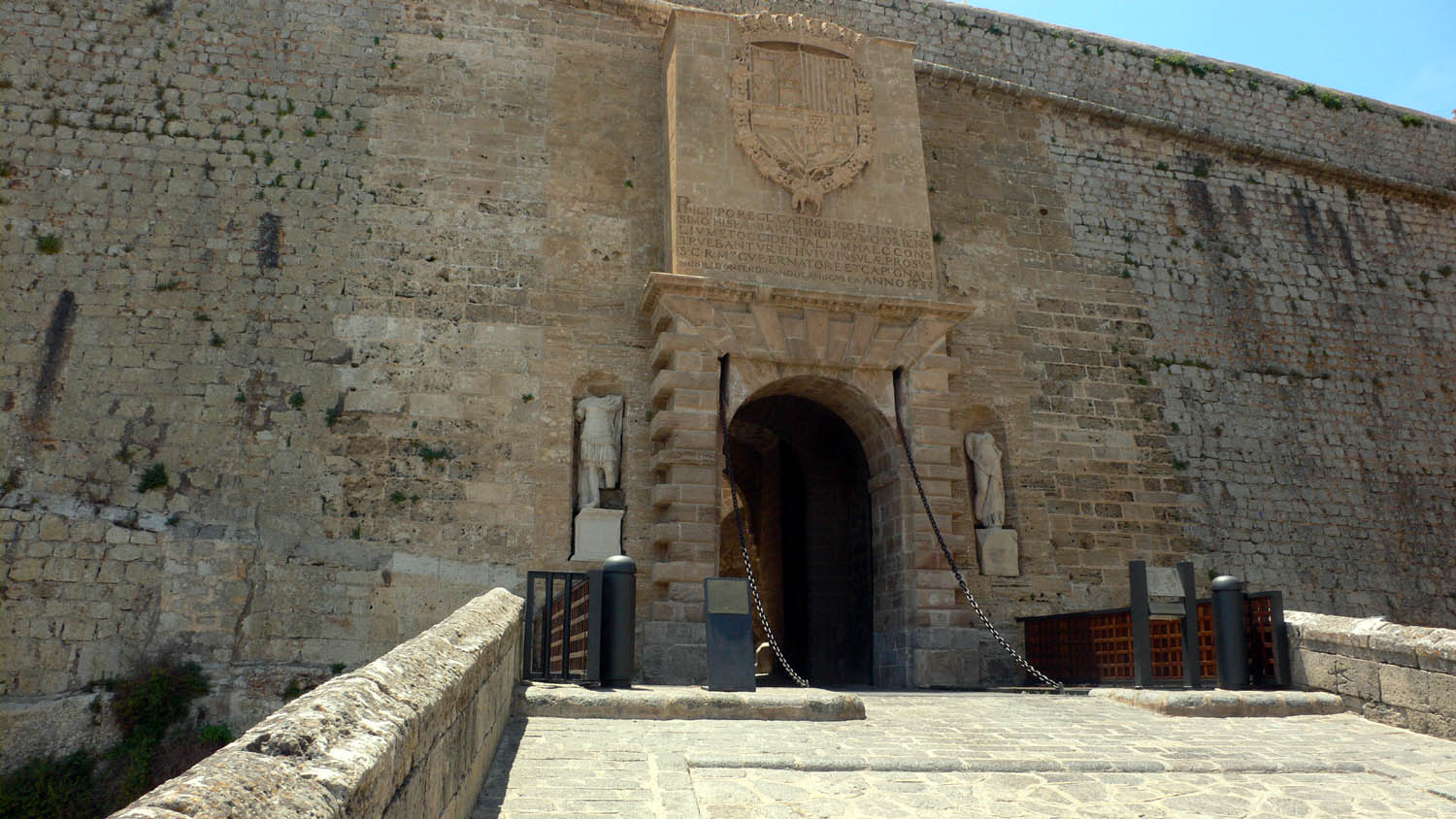
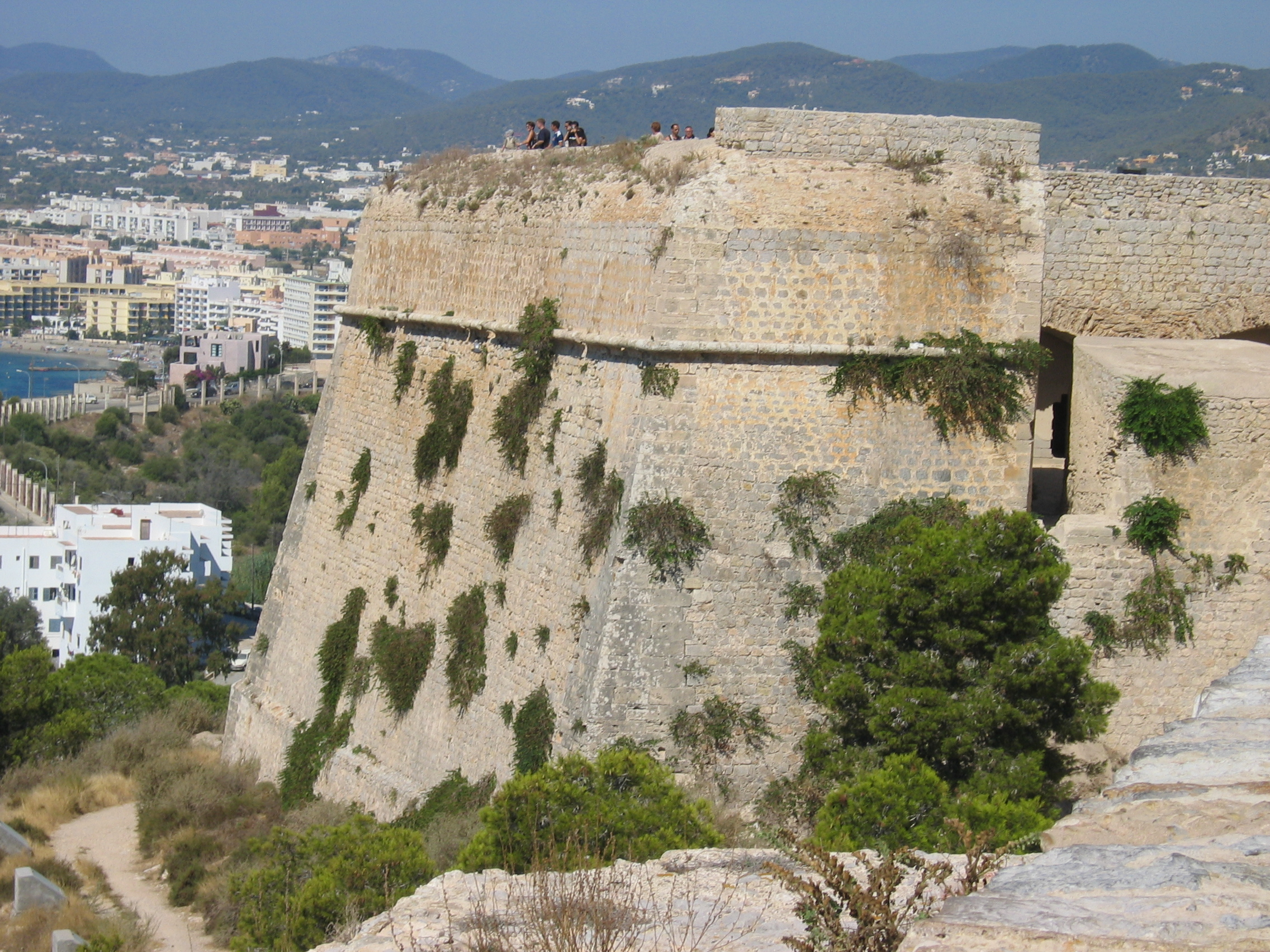
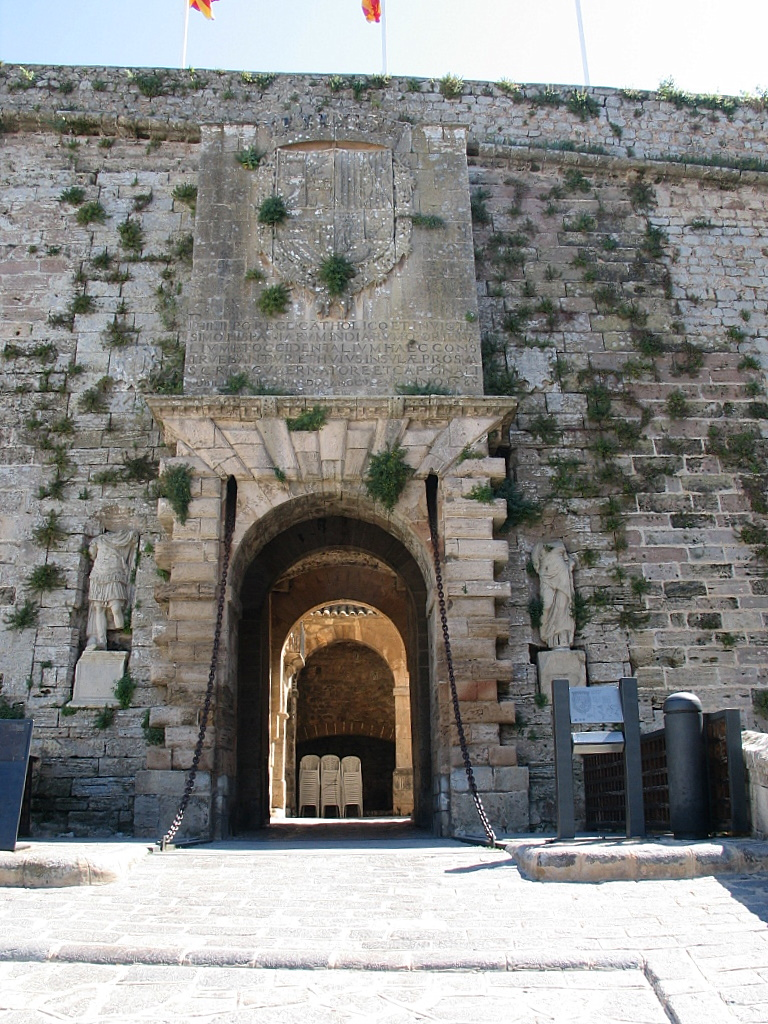

## أعلامها
- إدريس بن اليمان، (؟ - 1077) شاعر.